# 中华人民共和国退役军人、其他优抚对象优待证
中华人民共和国退役军人、其他优抚对象优待证是中华人民共和国为退役军人和“三属”（烈士遗属、因公牺牲军人遗属、病故军人遗属）发放的证件。该证件由中华人民共和国退役军人事务部联合相关合作银行共同制作，以银行借记卡为载体，不具备透支功能。持证者可以凭优待证享受优待服务，以及社会各界主动提供的优待服务。

## 历史
最初，中国大陆仅在部分地方发放退役军人优待证。第一个出台对退役军人的优待举措的一级行政区为天津市。之后在2018年12月初，河北省委办公厅、省政府办公厅印发《河北省退役军人公共服务优待办法（试行）》。2018年12月29日，河北省委、省政府、省军区联合举行退役军人优待证颁发仪式，该省退役军人优待证实现了基本发放。截至1月3日，多数河北籍退役军人领到优待证。
2019年1月23日，退役军人事务部拥军优抚司负责人曹俊在发布会上介绍，该部正在抓紧研究设计系统、规范的优待体系，拟定优待目录清单，全国统一的优待证也在设计之中。
2020年1月，退役军人事务部等20部门联合印发《关于加强军人军属、退役军人和其他优抚对象优待工作的意见》，该《意见》明确“建立优待证制度”，逐步为退役军人和“三属”统一制作颁发优待证，作为享受相应优待的有效证件。2021年1月1日起施行的《中华人民共和国退役军人保障法》，将国家发放优待证写入法律。同年12月13日，退役军人事务部制定出台了《优待证管理办法》。
2021年12月14日，退役军人事务部举行退役军人、其他优抚对象优待证申领启动仪式。启动仪式上，退役军人事务部发布“中华人民共和国退役军人优待证”和“中华人民共和国烈士、因公牺牲军人、病故军人遗属优待证”式样，并分别与中国工商银行、中国农业银行、中国邮政储蓄银行、中国光大银行四家银行签署了《退役军人、其他优抚对象优待证合作协议》。
2022年2月28日，退役军人事务部与中国银联、中国石油、中国邮政、顺丰集团、德邦快递、中国联合航空6家企业在京签署《拥军优抚合作协议》。协议生效后，优待证持证人可凭证享受相应的优待服务。
截至2022年4月13日，退役军人、其他优抚对象优待证申请超过260万份，审核通过超过20万份，有十余个省份的申请人已取得优待证，一些优待证持证人已经获得专属优惠。

## 申领
所有根据《退役军人、其他优抚对象优待证管理办法（试行）》中明确的退役军人，烈士、因公牺牲军人、病故军人遗属均可申领优待证。其中，退役军人是指从中国人民解放军依法退出现役的军官、军士和义务兵等人员，以及中国人民武装警察部队依法退出现役的警官、警士和义务兵等人员；烈士、因公牺牲军人、病故军人遗属是指烈士、因公牺牲军人、病故军人的配偶、父母（抚养人）、子女，以及由其承担抚养义务的兄弟姐妹。符合条件的申请人原则上应向户籍地乡镇（街道）退役军人服务站申请办理优待证。不在户籍地居住的对象，也可就近向常住地乡镇（街道）退役军人服务站申请办理优待证。申领方式分线上申领、入户办理申领及前往退役军人服务站现场申领。在服役期间被部队除名、开除军籍的，处于剥夺政治权利期限内的，以及处于服刑、羁押、通缉期间的均不可提出申请。

## 样式
优待证由退役军人事务部联合相关合作银行共同制作，实行统一式样、统一编号，整体以红色为基调，以五角星为背景，正面印有优待证种类名称、持证人基本信息、相片、发放单位，配天安门、华表、长城、光荣花图案。该证同时具备银行借记卡功能，内部芯片设有两个独立逻辑分区，分别存储优抚对象身份类别信息和银行金融信息。

## 使用
根据官方介绍，优待证持证人可享受四个方面的优待，包括国家提供的面向全国持证人的优待服务，主要依据退役军人事务部等20部门联合印发的《关于加强军人军属、退役军人和其他优抚对象优待工作的意见》及基本优待目录清单所明确的优待服务；退役军人事务部与相关合作单位签署的各优待类协议所涉及的服务；各地提供的面向本地持证人的优待服务；社会各界主动提供的优待服务。其中，国家退役军人基本优待目录清单中包含24项服务，包括国家兴办的光荣院、优抚医院，对鳏寡孤独的退役军人实行集中供养，对常年患病卧床、生活不能自理的，优先提供服务并按规定减免相关费用；本地区医疗优待定点服务机构，为老复员军人、参战参试退役军人、带病回乡退伍军人开通优先窗口，提供普通门诊优先挂号、取药、缴费、检查、住院服务；符合当地住房保障条件的，在公租房保障中优先予以解决等。另外，优待证持证人前往合作商户消费时，可享受一定额度的优惠。

## 各地发行情况
根据退役军人事务部统一部署，中国大陆各地将于2022年底前，完成现有符合条件人员的优待证申领发放工作。

### 北京市
2022年起，北京市按照退役军人事务部的部署，分阶段开展为退役军人和其他优抚对象建档立卡和制发优待证工作。试点阶段主要在残疾军人和在乡老复员军人中进行。4月1日起，北京市全面有序开展建档立卡和申领优待证工作。4月27日，西城区发放北京市首批优待证。

### 天津市
2021年12月14日，天津市发布《关于退役军人、其他优抚对象优待证申领工作的通告》，强调按照退役军人事务部统一安排部署，天津市于2022年年底前全面完成优待证申领和制发工作。

### 河北省
2022年4月28日，河北省举行退役军人、其他优抚对象优待证首发仪式，亦完成了由石家庄市承担的全省退役军人及其他优抚对象优待证申领发放试点任务。

### 山西省
山西省在2021年12月14日试点启动退役军人、其他优抚对象优待证申领工作，随后申领工作陆续在全省各地全面展开。2022年3月28日，太原市迎泽区迎泽街道退役军人服务站向退役军人曹继红发放退役军人优待证，为山西省首张优待证。同日，山西省首批541张退役军人、其他优抚对象优待证开始发放。

### 内蒙古自治区
2022年5月23日，内蒙古自治区退役军人及其他优抚对象优待证首发仪式在呼和浩特市举行，烈士遗属李荣芳、退役军人云国华等11位代表现场领取了优待证。这亦代表内蒙古自治区退役军人及其他优抚对象优待证发放工作全面启动。截至5月15日，内蒙古自治区各盟市建档立卡系统完成登记16000余人，提出优待证办理申请9500余人。

### 辽宁省
2022年6月8日，辽宁省退役军人、其他优抚对象优待证申领发放启动仪式在沈阳举行，同时启动全省优待证申领发放工作。按照计划，2022年5月起到12月底，全省各级退役军人事务系统集中受理发放现有退役军人、“三属”优待证。2023年以后，实行常态化制发。

### 吉林省
2021年12月28日，吉林省退役军人、其他优抚对象优待证申请发放工作全面启动。

### 黑龙江省
2022年5月9日，黑龙江省举办退役军人、其他优抚对象优待证申领发放工作启动仪式，全省市（地），县、市、部分区分会场同步举行，首批900张优待证在全省范围发放。

### 上海市
2021年12月17日，上海市退役军人事务局发布《上海市关于退役军人、其他优抚对象优待证申领制发工作的公告》。公告表示，上海于2022年12月底前全面完成优待证申领制发工作，拟于2022年3月启动部分地区试点工作，4月起在全市全面推开优待证申领制发工作。其后因2019冠状病毒病聚集性疫情，优待证申领发放工作被延期。2022年7月3日，上海市退役军人事务局表示，自即日起开展首批优待证申领工作。申请人可通过“随申办”进行信息录入和网上申领。现场申领和入户办理将根据疫情防控形势适时启动。

### 江苏省
2022年5月底起，南京市开放退役军人、其他优抚对象优待证申请。符合条件的申请人原则上应向户籍地街道（镇）退役军人服务站申请优待证。不在户籍地常住的申请人，可以持有效期内的居住证等有效证件到常住地街道（镇）退役军人服务站申请办理户籍地优待证。由于江苏省尚未明确申领条件，暂时无法在常住地申请办理常住地优待证。

### 浙江省
2022年2月25日上午，浙江省全面启动退役军人和其他优抚对象优待证制发工作，按照计划将于3月启动部分地区优待证发放试点工作，4月起在全省全面开展优待证申领工作。4月2日，杭州市举行首批退役军人、其他优抚对象“优待证”发放仪式，有14名退役军人及优抚对象在上城区小营街道退役军人服务站领到了杭州市首批优待证。

### 安徽省
2022年3月1日，安徽省正式全面启动退役军人、其他优抚对象优待证申领工作。截至4月底，全省共接受优待证申请约57万份。

### 福建省
2022年3月1日，福建省全面启动退役军人、其他优抚对象优待证申领发放工作。

### 江西省
2022年3月11日，“江西省退役军人、其他优抚对象优待证合作银行签约仪式”举行，自此江西启动退役军人、其他优抚对象优待证申领制发试点工作，试点范围包括南昌县、莲花县、全南县、玉山县、资溪县。5月17日，江西省开始为全省符合条件的退役军人、其他优抚对象全面开展优待证办理工作。　

### 山东省
2022年6月，山东省在试点的基础上全面启动优待证申领发放工作，截至7月28日，全省已有270多万名退役军人和其他优抚对象申领优待证。

### 河南省
2022年4月12日，河南省全面启动退役军人、其他优抚对象优待证申领制发工作，计划于年底前基本完成。此前，河南省在鹤壁、焦作、三门峡3地进行了发行试点。

### 湖北省
2021年12月17日，湖北省退役军人事务厅发布《关于退役军人、其他优抚对象优待证申领工作的通告》，启动优待证申领发放工作。

### 湖南省
2022年4月8日，湖南省启动退役军人、其他优抚对象优待证申领工作。由于疫情防控等原因，湖南省主要采取分类分批方式有序申领。

### 广东省
2022年5月31日，广东省退役军人事务厅发布《关于开展退役军人和其他优抚对象优待证申领工作的公告》。根据公告，从2022年6月开始，广东省各地全面启动优待证申领工作。广州方面，由于优待证卡面信息有限，无法区分持证人具体身份类别，暂时还不能作为享受免费乘坐市内公共交通工具优待的有效凭证，后续将出台相关管理办法；此外广州地区的现役军人、残疾军人、广州户籍的退役军人和广州市户籍的享受抚恤补助的优抚对象凭证免购门票浏览参观市、区所属公园、纪念馆、博物馆、科技馆和实行政府定价、政府指导价的自然风景区，而以优待证为识别认证载体的优待实施工作正在推进中。深圳则在发放实体优待证的基础上，率先推出电子优待证。持证人下载并注册“鹏城老兵”APP后，无需填报申领可自动获取电子优待证。电子优待证同时加载持证人优待类别、立功受奖信息，可根据持证人的类别，精准投送各类优待项目。而在“鹏城老兵”APP中则开设有“鹏军百宝箱”栏目，为深圳现役军人、退役军人及其他优抚对象提供优惠优待项目，在指定商户消费可享受专属优惠或待遇，亦可享受免费体检、眼健康检查、口腔检查及优先优待医疗服务。

### 广西壮族自治区
2022年3月31日，广西壮族自治区启动退役军人、其他优抚对象优待证申领工作启动仪式，全面部署优待证申领工作。

### 海南省
2022年3月1日，海南省启动退役军人和其他优抚对象优待证制发工作，同时举行海南省退役军人、其他优抚对象优待证合作签约仪式。

### 重庆市
截至2022年5月26日，重庆各地区陆续开展退役军人、其他优抚对象优待证申领工作，共接到服务对象办理申请30多万次，完成优待证制发1.6万张。

### 四川省
2022年3月，成都市在前期部分街道试点基础上，该市正式启动退役军人及其他优抚对象优待证申领工作。4月12日，成都市退役军人及其他优抚对象优待证发放仪式在都江堰市举行，6名都江堰市退役军人代表领取成都市首批退役军人优待证。

### 贵州省
2022年3月31日起，贵州省全省范围内符合条件的退役军人、其他优抚对象可以申领优待证。此前贵州省于2021年12月在六盘水市、贵阳市观山湖区、遵义仁怀市开展面向所有对象的局部先行工作，同步在其他市州展开了“三属”、在乡老复员军人、集中供养人员的主动入户申领工作。

### 云南省
2022年2月17日，云南省举行退役军人和其他优抚对象优待证合作银行签约仪式，正式启动退役军人和其他优抚对象优待证制发工作。

### 西藏自治区
2022年5月7日，西藏自治区举行退役军人、其他优抚对象优待证合作签约仪式。

### 陕西省
2021年12月16日，陕西省启动退役军人和其他优抚对象优待证申领发放试点工作，在120个乡镇（街道）完成试点工作。2022年3月21日，陕西省退役军人事务厅发布《陕西省退役军人及其他优抚对象优待证申领发放工作第二次公告》，明确陕西省于3月25日全面启动退役军人及其他优抚对象优待证申领发放工作。4月22日，10名退役军人、其他优抚对象代表领取西安市首批退役军人和其他优抚对象优待证。

### 甘肃省
2022年4月8日，甘肃省首批退役军人、其他优抚对象优待证发放仪式在陇南、张掖、白银、天水、庆阳、甘南和兰州新区举行，24名退役军人在当地退役军人事务部门领取优待证。

### 青海省
2022年4月18日，青海省对退役军人及其他优抚对象优待证申领发放工作进行安排部署，计划在2022年底前完成现有存量对象优待证申领发放工作。

### 宁夏回族自治区
2022年4月起，宁夏启动退役军人、其他优抚对象优待证申领发放工作。截至11月，宁夏退役军人、其他优抚对象优待证申请办理人数达11.05万人，其中10.6万人已领取优待证。

### 新疆维吾尔自治区
2021年12月13日，新疆发布公告，优待证申领工作计划在2022年4月全面开展，2022年年底前基本完成。2022年5月，克拉玛依市发出新疆首张退役军人优待证。